# Reichsstelle für Naturschutz
Die Reichsstelle für Naturschutz entstand 1936 aufgrund des Reichsnaturschutzgesetzes als wissenschaftliche Einrichtung, die der obersten Naturschutzbehörde, also zunächst der Unterabteilung Naturschutz und ab 1941 der selbständigen Abteilung für Naturschutz und Landschaftspflege im Reichsforstamt, beratend zur Seite gestellt wurde. Sie ersetzte die Staatliche Stelle für Naturdenkmalpflege in Preußen.
Neben der Direktorenstelle hatte die Reichsstelle bei ihrer Gründung Stellen für drei wissenschaftliche Mitarbeiter. Mit Kriegsbeginn wurde die Stellenzahl reduziert.
Sitz der Reichsstelle war, wie der Vorgängerinstitution in Preußen, zunächst Berlin-Schöneberg. Nach der Zerstörung des Gebäudes Anfang 1944 wurde der Sitz zuerst nach Bellinchen an der Oder und Anfang 1945 nach Egestorf in der Lüneburger Heide verlegt.

## Voraussetzungen
Der Naturschutz war in der Weimarer Republik Sache der Länder, die Reichsregierung hatte hier keinerlei Kompetenzen. Politische Widerstände verhinderten im größten Land Preußen die Verabschiedung eines Naturschutzgesetzes, stattdessen strebten die amtlichen Naturschützer bald ein Reichsnaturschutzgesetz an. Der mit vielen Hunderttausend Mitgliedern recht populäre ehrenamtliche Naturschutz schloss sich deutschlandweit 1925 im Deutschen Ausschuß für Naturschutz zusammen, im selben Jahr wurde der erste Deutsche Naturschutztag abgehalten. Eine deutschlandweite Organisation des amtlichen Naturschutzes kam in der Weimarer Republik aber nicht mehr zustande.
Viele der führenden Naturschützer waren Anhänger des Nationalsozialismus, von dessen „Blut und Boden“-Ideologie sich die Förderung ihrer Anliegen erhofften. So trat der Leiter der Staatlichen Stelle,  Walther Schoenichen, bereits 1933 der NSDAP bei. Er wurde parallel Leiter eines „Reichsfachamts Naturschutz“ im Reichsbund Volkstum und Heimat. Einige führende Nationalsozialisten wie Heinrich Himmler und Hermann Göring zeigten dann in der Tat Sympathien für einen Naturschutz im Sinne von Schoenichen. „Reichsforstmeister“ Göring beanspruchte neben der Oberhoheit über Wälder und Jagd auch die Zuständigkeit in diesem Bereich. Unter seiner Protektion wurde, gegen Widerstände und konkurrierende Entwürfe anderer Ministerien, 1935 das Reichsnaturschutzgesetz beschlossen. Schon 1934 erhielt Hans Klose, der spätere Nachfolger Schoenichens, damals schon Vorsitzender des Naturschutzringes Berlin-Brandenburg und brandenburgischer Provinzialbeauftragte für Naturdenkmalpflege, die Aufgabe, ein Referat im Reichsforstamt über Naturschutzangelegenheiten in den Staatsforsten zu übernehmen.
Mit der Verabschiedung des Reichsnaturschutzgesetzes wurde die preußische Organisation des staatlichen Naturschutzes fast unverändert auf das Reich übertragen. Dem Reichsforstmeister als Oberster Behörde wurden die Regierungspräsidenten als höhere Behörde und die Landkreise als untere Behörde nachgeschaltet. Die preußischen unteren und höheren Naturschutzstellen bestanden weiter, hatten aber weiterhin nur beratende und ausführende Funktion, sie wurden ehrenamtlich besetzt. Als oberste Naturschutzstelle wurde, anstelle der früheren preußischen Staatlichen Stelle für Naturdenkmalpflege als Vorgängerinstitution, die Reichsstelle für Naturschutz eingerichtet. Ein Naturschutzbeirat aus Sachverständigen und Behördenvertretern sollte ihr beratend zur Seite stehen. Die Reichsstelle unterstand direkt dem Reichsforstmeister. Der formalen Aufwertung und einem Durchgriffsrecht auf die nachgeordneten Naturschutzstellen entsprach aber keine schlagkräftige tatsächliche Organisation. Die Stellenzahl wurde sogar gegenüber der früheren Staatlichen Stelle von vier auf drei Mitarbeiter verkleinert. Bei Kriegsende bestand die Reichsstelle, neben der Direktorenstelle, aus einer Wissenschaftlerstelle (neben einer nicht besetzten), einer Verwaltungsangestelltenstelle, einer Schreibkraft und einer Reinmachefrau.

## Aufgaben
Hauptaufgabe der Reichsstelle war die Einrichtung von Naturschutz- und Landschaftsschutzgebieten und deren Eintragung in das Reichsnaturschutzbuch (mehr als 800 Naturschutzgebiete, mehrere tausend Landschaftsschutzgebiete und fast 50000 Naturdenkmäler bis 1940).

## Naturschutzstellen im Deutschen Reich
Die Naturschutzverwaltung im Deutschen Reich bestand aus Naturschutzbehörden und Naturschutzstellen. Die Naturschutzbehörden wurden von den jeweiligen Spitzen der Verwaltung gebildet, die in höhere und untere Naturschutzbehörden unterschieden wurden (höhere Naturschutzbehörden: Regierungspräsidenten, oberste Landesbehörden, Polizeipräsident von Berlin; untere Naturschutzbehörden: Landräte und Oberbürgermeister). Den höheren und unteren Naturschutzbehörden waren höhere und untere Naturschutzstellen beratend zugeordnet, zusätzlich gab es auf Provinz- und Landschaftsebene weitere „besondere“ Naturschutzstellen. Bis 1944 entstanden etwa 1100 Kreis- und Landschaftsstellen, 68 Bezirks- und Landesstellen und 15 besonderen Naturschutzstellen.
Die Naturschutzstellen hatten beratende Funktion, Entscheidungen wurden letztlich von der jeweiligen Naturschutzbehörde getroffen.
Lediglich die Reichsstelle verfügte über Personalstellen, die Arbeit der nachgeordneten Naturschutzstellen wurde in der Regel ehrenamtlich geleistet.
Nach dem Anschluss Österreichs legte die Verordnung zur Einführung des Reichsnaturschutzrechts im Lande Österreich die höheren und unteren Naturschutzbehörden fest (höhere Naturschutzbehörden: Landeshauptmänner sowie der Bürgermeister der Stadt Wien als höhere Naturschutzbehörden; untere Naturschutzbehörden: Landräte und Bürgermeister), die Naturschutzstellen errichten sollten.

## Veröffentlichungen
Die Reichsstelle für Naturschutz setzte die Veröffentlichung der Zeitschriften „Naturschutz“ und „Nachrichtenblatt für Naturschutz“ fort, die zuvor von der Staatlichen Stelle für Naturdenkmalpflege in Preußen herausgegeben wurden.

## Leitung
Sie wurde bis November 1938 von Walther Schoenichen geleitet, der zuvor die Staatliche Stelle für Naturdenkmalpflege in Preußen geleitet hatte. Anschließend unterstand sie dem Naturwissenschaftler und Mitverfasser des Reichsnaturschutzgesetzes Hans Klose.

## Nachfolge
In der britischen Besatzungszone blieb das Reichsnaturschutzgesetz zunächst in Kraft, und die Reichsstelle durfte ihre Arbeit unter der Leitung von Klose fortsetzen. Die Reichsstelle blieb auch mit Gründung des Landes Niedersachsen erhalten.
Bis zur Gründung der Bundesrepublik Deutschland existierte in den Westzonen keine oberste Naturschutzbehörde. Die Naturschutzbeauftragten der Länder trafen sich jedoch seit 1947 jährlich als „Arbeitsgemeinschaft deutscher Beauftragter für Naturschutz und Landschaftspflege“. Mit der Gründung der Bundesrepublik Deutschland wurde die Reichsstelle für Naturschutz, die sich zuvor in Zentralstelle für Naturschutz und Landschaftspflege umbenannt hatte, dem Bundesministerium für Landwirtschaft, Ernährung und Forsten zugeordnet. 1952 wurde sie zur Bundesbehörde mit dem Namen Bundesanstalt für Naturschutz und Landschaftspflege, ab 1953 war der Sitz in Bonn. Klose leitete sie weiter bis 1954. Die Bundesbehörde wurde mehrfach umorganisiert und ging 1993 im Bundesamt für Naturschutz auf.
In der sowjetischen Besatzungszone wurde eine Zentralnaturschutzstelle eingerichtet, welche die Aufgaben der Reichsstelle übernahm.